# Хрисаор

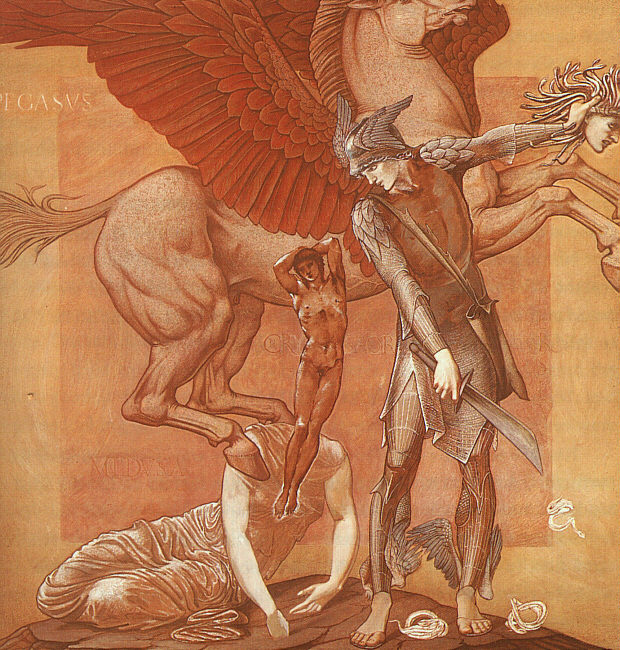
Рождение Пегаса и Хрисаора

Хрисаор (др.-греч. Χρυσάωρ, «золотой меч») — в древнегреческой мифологии сын Посейдона и горгоны Медузы, появившийся на свет, когда горгону обезглавил Персей. Родился с золотым мечом в руках. Брат Пегаса.
Хрисаор и океанида Каллироя — родители чудовищного трёхголового Гериона.
По интерпретации Диодора, Хрисаор — царь Иберии, имевший 3 сыновей (так истолковывается миф о трёхголовом Герионе).